# Helianthemum helianthemoides
Helianthemum helianthemoides är en solvändeväxtart som först beskrevs av René Louiche Desfontaines, och fick sitt nu gällande namn av Wilhelm Carl Heinrich Grosser. Helianthemum helianthemoides ingår i släktet solvändor, och familjen solvändeväxter. Inga underarter finns listade i Catalogue of Life.